# Francisco Díaz Rojo
Francisco Díaz Rojo (Ferrol, 1931 - Barcelona, 2012) más conocido en el mundo profesional como «Rojo», a secas, fue un dibujante de cómic español. La característica más relevante de este autor era su versatilidad, dominando tanto el cómic realista en varios géneros (oeste, aventuras, romántico) como estilos más caricaturescos emparentados con la escuela belga o el clasicismo de Disney.

## Biografía

### Infancia y juventud
Hijo de ferroviario, sus aptitudes para el dibujo se manifestaron a una edad temprana. En su contexto sociocultural, dichas habilidades no eran vistas como un camino que condujera a una salida laboral, así que ingresó en la Armada Española para seguir la carrera militar, una de las pocas posibilidades de tener un oficio, en aquellos tiempos de escasez, para un joven de provincias sin estudios superiores. Embarcado en el crucero Canarias, aprendió la profesión de radiotelegrafista. Agotado su compromiso con la Armada a los cuatro años –arrepentido según propia confesión desde el primer día de su ingreso–, decidió abandonar la carrera militar e instalarse en Barcelona, donde trabajó como radiotelegrafista en el Centro de Control de Navegación Aérea de Barcelona, entre los años 1956 y 1964.

### La editorial Bruguera
Autodidacta, el azar lo puso en contacto con el mundo del cómic a principios de los años sesenta. Su desconocimiento del medio era absoluto en aquellos tiempos. De hecho, las primeras muestras con sus dibujos que presentó en la Editorial Bruguera, estaban realizadas con estilográfica. Casado desde 1958 con Flor Ángel Cubeiro y con tres niños pequeños (el cuarto no tardaría en llegar), el sueldo como radiotelegrafista apenas le llegaba para cubrir las necesidades básicas, así que, viendo que en el mundo del cómic se abrían posibilidades de mayores ingresos, abandonó la estabilidad de su puesto fijo y se lanzó a la aventura del dibujo. Aunque en las épocas de crisis del sector llegó a preguntarse si no había cometido un error en el pasado, lo cierto es que a partir del año 1964 nunca más tuvo que volver a madrugar.
En aquella época la Editorial Bruguera ya contaba con dibujantes como Escobar o Raf. No tardarían en incorporarse figuras como Manuel Vázquez Gallego o Francisco Ibáñez. Desde sus primeros trabajos, Francisco Díaz Rojo firma con su segundo apellido para que no ser confundido con el dibujante Francisco Díaz Villagrasa. Esto ha dado pie a un malentendido: en alguna publicación especializada se les relaciona como padre e hijo, pero lo cierto es que no existe relación alguna de parentesco entre ambos.
Firma en 1964 el cuaderno Máscara Gris, sobre guiones de H. L. Power.

### El mercado exterior
Después de colaborar con Bruguera a principios de los años sesenta, F. D. Rojo desempeñó su carrera profesional –al igual que otros dibujantes de su generación, como Bernat Serrat, Andreu Balcells y tantos otros–, en editoriales extranjeras (Reino Unido, Alemania, Francia e Italia, básicamente). Su colaboración con la Bastei Verlag (Alemania) comienza, alrededor del año 1970, con la serie Tom Berry, personaje creado por Carlos Giménez. Para la misma editorial dibujó, desde 1975 hasta 1984, el personaje de Buffalo Bill. También realizó, para la misma editorial, no pocas historietas de otro personaje del oeste: Lasso. En otro registro, y también para la Bastei, fue uno de los dibujantes que se ocupó de trasladar a la Abeja Maya de los dibujos animados a la historieta.
En sus últimos años en activo, colaboró en series de animación como Coby o D'Artacan y los tres mosqueperros, para la compañía española de animación BRB Internacional, del empresario Claudio Biern Boyd.

## Obra
Rojo formó parte de una generación de dibujantes que trabajaron bajo unas condiciones laborales que hoy serían impensables. Salvo alguna excepción, fueron autores que jamás percibieron derechos de autor por la publicación y distribución de sus trabajos. Asimismo, tampoco tenían derecho a la propiedad de sus propios originales, que quedaban en poder de las editoriales que los contrataban. A la luz de la ley de la propiedad intelectual, esta situación sería hoy contraria a la legalidad. Esto sucedía tanto con dibujantes que desarrollaron su carrera en España, como con aquellos –caso de Rojo– que lo hicieron casi en su totalidad para el extranjero. Actualmente, los pocos originales de estos autores que no han desaparecido, se encuentran en manos privadas y en el mercado de subastas de Internet, al margen de la voluntad del autor y de sus herederos.[cita requerida]
| Años | Título                         | Guionista   | Tipo   | Publicación |
| ---- | ------------------------------ | ----------- | ------ | ----------- |
| 1964 | Cuadernos Héroes: Máscara Gris | H. L. Power | Serial | Bruguera    |